# Athenodoros
Athenodoros var en grekisk konstnär från Rhodos.
Han utförde tillsammans med Agesander från Rhodos och Polydoros den berömda Laokoongruppen.